# سوق الفلج
سوق الفلج أحد أسواق العرب القديمة التي كان لهُ أبرز الأثر في الحركة التجارية.

## التاريخ
لسوق الفلج أهمية تاريخية وتجارية كبيرة حيث يفد إليه أهل اليمن وقبائل تلك المنطقة للتسوق فيها والبيع والشراء، وقد ذكر الهمداني في كتابه صفة جزيرة العرب: «وأما الحاصل من دار جعدة وسوق الفلج الذي تسوقه نزار واليمن وهو لبني سمرة من جعدة وسوق الفلج عليها أبواب الحديد وسمك سورها ثلاثون ذراعاً ومحيط به خندق وهو منطق بالقضاض والحجارة والشاروق قامة وبسطه خوفا من أن يحصر أو يرسل العدو السيوح عليه وفي جوف السوق مائتان وستون بئراً ماؤها عذب فرات يشاكل ماء السماء ولا يفيض وأربعمائة حانوت». ويقول الأصفهاني في كتابه بلاد العرب: «وسوق الفلج ببطحاء واد يسمى وادي أكمة واسم الوادي كرز والسوق مدينة عظيمة». وذكر ياقوت الحموي: «أكمة قرية باليمامة بها منبر وسوق لبني جعدة وقشير تنزل أعلاها». ويقال ان أكمة في الأصل اسم لجبل ثم انتقل للوادي وبه سميت القرية.، وأكتسب السوق شهرة لوقوعه على طرق التجارة التي تربط اليمن بإقليم اليمامة ومنها إلى العراق مما كان لهُ أبرز الأثر في زيادة نشاط السوق حيث تعتبر من المحطات الرئيسية على خطوط التجارة في الجزيرة العربية، وبالتالي أصبحت ملتقى التجار القاصدين لتلك الجهات لتبادل البيع والشراء، وقد تحدث ناصر خسرو عن السوق قائلاً:«أتت قافلة من اليمامة لأخذ الأديم وحمله إلى الاحساء، فإنه يحضر من اليمن إلى الفلج حيث يباع للتجار».

## انظر ايضاً
- الأفلاج
- سوق

## وصلات خارجية
- وادي أكمة المعروف بوادي الأحمر في الأفلاج من أشهر معالمه سوق الفلج.